# Тауэр, Уильям Хогарт
Уильям Хогарт Тауэр (англ. William Hogarth Tower; 1871 — 14 декабря 1950) — американский священник и филателист из Нью-Джерси, который передал свою коллекцию в дар Принстонскому университету для комнаты почтовых марок (stamp room).

## Вклад в филателию
Уильям Тауэр собрал ряд коллекций, каждая из которых была посвящена какому-то одному направлению филателии. Его собрание включает английскую почтовую историю, в основном времён до изобретения почтовой марки (домарочного периода), а также военные конверты и филателистические материалы, связанные с Авраамом Линкольном.
Он убедил Принстонский университет в создании комнаты марок — академического центра изучения филателии и истории почты, которая включала различные филателистические материалы — почтовые марки, прошедшие почту конверты и другие предметы истории почты. Комната марок была открыта в 1946 году, и Тауэр был назначен администрацией университета куратором этой комнаты. От себя и через Общество американских филателистов (Society of Philatelic Americans) он попросил других коллекционеров пожертовать филателистические экспонаты для использования в комнате марок.

## Память и наследие
В 1951 году Уильям Тауэр был посмертно зачислен в Зал славы Американского филателистического общества. После смерти, согласно его завещанию, вся филателистическая коллекция была передана библиотеке Принстонского университета.